# Emilie Christensen
Emilie Christensen (født 13. April 1993 i Oslo, Norge) er en norsk håndboldspiller, der spiller for Ferencváros TC og Norges kvindehåndboldlandshold.